# Akakor
Akakor è un ipotetico regno sotterraneo descritto nel libro La cronaca di Akakor (Die Chronik von Akakor, 1976) del giornalista tedesco Karl Brugger (†; 1985), un best seller internazionale negli anni ottanta, tradotto in varie lingue, del filone dell'archeologia misteriosa. Brugger colloca Akakor tra Brasile e Perù, nelle profondità della selva amazzonica, presso le sorgenti del Purus, uno degli affluenti del Rio delle Amazzoni.

## Storia
Nel 1972 Karl Brugger, corrispondente della ARD, narrò di aver conosciuto un indigeno della foresta amazzonica che parlava un buon tedesco. Secondo Brugger questo indigeno, chiamato Tatunca Nara, si rivelò essere il sovrano del popolo degli Ugha Mongulala e principe di Akakor, una mitica città sotterranea un tempo sede e capitale del terzo impero d'America (dopo l'azteco e l'incaico). Secondo Tatunca Nara, Akakor avrebbe prosperato fin dal XII millennio a.C., e da Akakor si sarebbe originata la cultura di Tiahuanaco e la cultura Inca. Inoltre Tatunca Nara riferì a Brugger che un gruppo di SS nazisti raggiunse in sommergibile Akakor alla fine della seconda guerra mondiale, e si integrò nella vita della tribù. Brugger scrisse di aver viaggiato nell'alto Purus insieme a Tatunca Nara, ma di non aver mai raggiunto la mitica Akakor. La sua canoa si rovesciò e, persi viveri e medicinali, non se la sentì di proseguire a piedi.

## Nei media
Nel quarto capitolo della saga dedicata ad Indiana Jones, Indiana Jones e il regno del teschio di cristallo, Akakor (che nel film è però chiamata Akator) è identificata come El Dorado e come la sede dei teschi di cristallo.